# Lapugnoy
Lapugnoy és un municipi francès situat al departament del Pas de Calais i a la regió dels Alts de França. L'any 2007 tenia 3.289 habitants.

## Demografia

### Població
El 2007 la població de fet de Lapugnoy era de 3.289 persones. Hi havia 1.316 famílies de les quals 360 eren unipersonals (124 homes vivint sols i 236 dones vivint soles), 388 parelles sense fills, 444 parelles amb fills i 124 famílies monoparentals amb fills.
La població ha evolucionat segons el següent gràfic:
Habitants censats

### Habitatges
El 2007 hi havia 1.450 habitatges, 1.345 eren l'habitatge principal de la família, 14 eren segones residències i 91 estaven desocupats. 1.333 eren cases i 70 eren apartaments. Dels 1.345 habitatges principals, 971 estaven ocupats pels seus propietaris, 357 estaven llogats i ocupats pels llogaters i 17 estaven cedits a títol gratuït; 13 tenien una cambra, 86 en tenien dues, 174 en tenien tres, 364 en tenien quatre i 708 en tenien cinc o més. 1.032 habitatges disposaven pel capbaix d'una plaça de pàrquing. A 593 habitatges hi havia un automòbil i a 516 n'hi havia dos o més.

### Piràmide de població
La piràmide de població per edats i sexe el 2009 era:
| Homes | Edats   | Dones |
| ----- | ------- | ----- |
| 4     | 95 o +  | 4     |
| 8     | 90 a 94 | 12    |
| 28    | 85 a 89 | 36    |
| 28    | 80 a 84 | 20    |
| 16    | 75 a 79 | 72    |
| 52    | 70 a 74 | 96    |
| 108   | 65 a 69 | 120   |
| 56    | 60 a 64 | 68    |
| 56    | 55 a 59 | 64    |
| 144   | 50 a 54 | 120   |
| 140   | 45 a 49 | 128   |
| 120   | 40 a 44 | 96    |
| 132   | 35 a 39 | 132   |
| 68    | 30 a 34 | 92    |
| 112   | 25 a 29 | 96    |
| 112   | 20 a 24 | 92    |
| 144   | 15 a 19 | 120   |
| 108   | 10 a 14 | 96    |
| 128   | 5 a 9   | 100   |
| 92    | 0 a 4   | 104   |

## Economia
El 2007 la població en edat de treballar era de 2.104 persones, 1.417 eren actives i 687 eren inactives. De les 1.417 persones actives 1.264 estaven ocupades (708 homes i 556 dones) i 153 estaven aturades (77 homes i 76 dones). De les 687 persones inactives 235 estaven jubilades, 201 estaven estudiant i 251 estaven classificades com a «altres inactius».

### Ingressos
El 2009 a Lapugnoy hi havia 1.327 unitats fiscals que integraven 3.336 persones, la mediana anual d'ingressos fiscals per persona era de 16.319 €.

### Activitats econòmiques
Dels 84 establiments que hi havia el 2007, 2 eren d'empreses extractives, 2 d'empreses alimentàries, 4 d'empreses de fabricació d'altres productes industrials, 12 d'empreses de construcció, 17 d'empreses de comerç i reparació d'automòbils, 3 d'empreses de transport, 7 d'empreses d'hostatgeria i restauració, 1 d'una empresa d'informació i comunicació, 3 d'empreses financeres, 7 d'empreses immobiliàries, 5 d'empreses de serveis, 11 d'entitats de l'administració pública i 10 d'empreses classificades com a «altres activitats de serveis».
Dels 26 establiments de servei als particulars que hi havia el 2009, 1 era una oficina de correu, 3 funeràries, 1 taller de reparació d'automòbils i de material agrícola, 2 paletes, 2 guixaires pintors, 1 fusteria, 2 lampisteries, 4 electricistes, 1 empresa de construcció, 5 perruqueries, 3 restaurants i 1 agència immobiliària.
Dels 6 establiments comercials que hi havia el 2009, 1 era un hipermercat, 2 fleques, 1 una fleca, 1 una botiga de roba i 1 una botiga de mobles.
L'any 2000 a Lapugnoy hi havia 3 explotacions agrícoles.

## Equipaments sanitaris i escolars
L'únic equipament sanitari que hi havia el 2009 era una farmàcia.
El 2009 hi havia 1 escola maternal i 3 escoles elementals.

## Poblacions més properes
El següent diagrama mostra les poblacions més properes.